# Vlag van Hoogheemraadschap van de Uitwaterende Sluizen in Kennemerland en West-Friesland

Vlag van Hoogheemraadschap van de Uitwaterende Sluizen in Kennemerland en West-Friesland

De vlag van Hoogheemraadschap van de Uitwaterende Sluizen in Kennemerland en West-Friesland is op onbekende datum vastgesteld als de vlag van het Hoogheemraadschap van de Uitwaterende Sluizen in Kennemerland en West-Friesland. De vlag kan als volgt worden beschreven:
Geel, met in het midden van de broeking een dubbele adelaar van zwart, gebekt, getongd en gepoot van rood, iedere kop omgeven met een aureool van geel, op de borst dragende het wapen van Holland (in geel een leeuw van rood, getongd en genageld van blauw) van 1/2 vlaghoogte en langs de boven- en onderkant een zwarte en rode driehoekige rand (rood tegen geel) van 1/5 vlaghoogte.
Een dubbelkoppige adelaar is terug te vinden op het wapen van Hoogheemraadschap van de Uitwaterende Sluizen in Kennemerland en West-Friesland.
Vanaf 1993 is de vlag niet langer als de vlag van deze waterschap in gebruik omdat het Hoogheemraadschap van de Uitwaterende Sluizen in Kennemerland en West-Friesland in het nieuwe Hoogheemraadschap van Uitwaterende Sluizen in Hollands Noorderkwartier op is gegaan.

## Verwante afbeeldingen

Wapen van Hoogheemraadschap van de Uitwaterende Sluizen in Kennemerland en West-Friesland

Aa en Maas · Amstel, Gooi en Vecht · Brabantse Delta · Delfland · De Dommel · Drents Overijsselse Delta · Fryslân · Hollands Noorderkwartier · Hollandse Delta · Hunze en Aa's · Limburg · Noorderzijlvest · Rijn en IJssel · Rijnland · Rivierenland · Scheldestromen · Schieland en de Krimpenerwaard · De Stichtse Rijnlanden · Vallei en Veluwe · Vechtstromen · Zuiderzeeland
Voormalige waterschappen: 
De Aa · De Aarlanden · Alblasserwaard en de Vijfheerenlanden · De Alm · Amelander Grieën · Amstel- en Gooiland · Amstelland · Boarn en Klif · De Bovenvecht · Drentse Aa · Duurswold · Eemszijlvest · Goeree-Overflakkee · Gouwelanden · Groot Maas en Waal · Groot-Haarlemmermeer · Groot-Waterschap van Woerden · Groote Waard · Haarlemmermeerpolder · Hulster Ambacht · IJsselmonde · Krimpenerwaard · Land van Heusden en Altena · Het Lange Rond · Lauwerswâlden · Leidse Rijn · Linge · De Maaskant · Het Maasterras · Mark en Dintel · Marne-Middelsee · Meer en Woude · De Middelsékrite · De Nederwaard · Noord-Beveland · Noord- en Zuid-Beveland · Noord-Limburg · Noord-Veluwe · Noordhollands Noorderkwartier · Noordoostpolder · Noordwoude · Oldambt · Oude IJssel · De Overwaard · De Proosdijlanden · Purmer · Regge en Dinkel · De Runde · Salland · Schermer · Schieland · De Schipbeek · Schouwen-Duiveland · Sevenwolden · De Stellingwerven · Tholen · Tusken Waed en Ie · Uitwaterende Sluizen in Kennemerland en West-Friesland · De Vechtlanden · De Vier Noorder Koggen · Het Vrije van Sluis · De Waadkant · Walcheren · Waterland · De Waterlanden · Westergo's IJsselmeerdijken · Westerkwartier · Westfriesland · Wilck en Wiericke · Wilhelminapolder · Zuiveringschap Limburg